# Der Staat gegen Fritz Bauer
Der Staat gegen Fritz Bauer (bra O Caso Fritz Bauer ou O Estado contra Fritz Bauer; prt Fritz Bauer: Agenda Secreta) é um filme alemão de 2015, do gênero de drama biográfico, dirigido por Lars Kraume.
Foi exibido na seção Contemporary World Cinema do Festival Internacional de Cinema de Toronto de 2015.

## Elenco
- Burghart Klaubner como Fritz Bauer
- Ronald Zehrfeld como Karl Angermann